# The Bachelor (musikalbum)
The Bachelor (ungkarlen) är det fjärde albumet av sångaren Patrick Wolf. Albumet släpps 1 juni 2009, och första singeln Vulture släpptes 2 april 2009.

## Låtlista
Alla texter är skrivna av Wolf, utom till spår fyra, vars text är hämtad från den gamla folkvisan "Poor Little Turtle Dove" från Appalacherna.
1. "Kriegspiel" – 0:47
2. "Hard Times" – 3:33
3. "Oblivion" (tillsammans med Tilda Swinton som "The Voice of Hope", hoppets röst) – 3:24
4. "The Bachelor" (tillsammans med Eliza Carthy) – 3:13
5. "Damaris" – 5:28
6. "Thickets" (tillsammans med Tilda Swinton som "The Voice of Hope", hoppets röst) - 4:08
7. "Count of Casualty" – 5:03
8. "Who Will?" – 3:31
9. "Vulture" – 3:22
10. "Blackdown" – 5:21
11. "The Sun Is Often Out" – 3:33
12. "Theseus" (tillsammans med Tilda Swinton som "The Voice of Hope", hoppets röst) – 4:40
13. "Battle" – 3:07
14. "The Messenger" – 3:39